# Torneo di Wimbledon 2017 - Doppio maschile per invito
Greg Rusedski e Fabrice Santoro erano i detentori del titolo ma sono stati eliminati alla fase a gironi.
Lleyton Hewitt e Mark Philippoussis hanno sconfitto in finale Justin Gimelstob e Ross Hutchins con il punteggio di 6-3, 6-3.

## Tabellone

### Legenda
| - Q = Qualificato - WC = Wild card - LL = Lucky loser | - ALT = Alternate - SE = Special Exempt - PR = Protected Ranking | - w/o = Walkover - r = Ritirato - d = Squalificato |

### Finale
|  | Finale |                                   |                                   |   |   |  |
|  |        |                                   |                                   |   |   |  |
|  | A3     | Lleyton Hewitt Mark Philippoussis | Lleyton Hewitt Mark Philippoussis | 6 | 6 |  |
|  | B3     | Justin Gimelstob Ross Hutchins    | Justin Gimelstob Ross Hutchins    | 3 | 3 |  |

### Gruppo A
|    |                                               | J Baker C Fleming     | M Bahrami A Clément M Llodra  | L Hewitt M Philippoussis      | G Rusedski F Santoro          | RR V-P  | Set V-P | Game V-P   | Posizione |
| A1 | Jamie Baker Colin Fleming                     |                       | 4–6, 4–6 (w/ Clément)         | 6–4, 2–6, [6–10]              | 6(3)–7, 5–7                   | 0–3     | 1–6     | 27–37      | 3         |
| A2 | Mansour Bahrami Arnaud Clément Michaël Llodra | 6–4, 6–4 (w/ Clément) |                               | 4–6, 6–4, [7–10] (w/ Bahrami) | 4–6, 6–3, [7–10] (w/ Bahrami) | 0–2 1–0 | 2–4 2–0 | 20–21 12–8 | 4 X       |
| A3 | Lleyton Hewitt Mark Philippoussis             | 4–6, 6–2, [10–6]      | 6–4, 4–6, [10–7] (w/ Bahrami) |                               | 4–6, 7–5, [15–13]             | 3–0     | 6–3     | 34–29      | 1         |
| A4 | Greg Rusedski Fabrice Santoro                 | 7–6(3), 7–5           | 6–4, 3–6, [10–7] (w/ Bahrami) | 6–4, 5–7, [13–15]             |                               | 2–1     | 5–3     | 35–33      | 2         |

La classifica viene stilata in base ai seguenti criteri: 1) Numero di vittorie; 2) Numero di partite giocate; 3) Scontri diretti (in caso di due giocatori pari merito ); 4) Percentuale di set vinti o di games vinti (in caso di tre giocatori pari merito ); 5) Decisione della commissione

### Gruppo B
|    |                                      | M Ančić J Delgado   | T Enqvist T Johansson | J Gimelstob R Hutchins | F González S Grosjean | RR V-P | Set V-P | Game V-P | Posizione |
| B1 | Mario Ančić Jamie Delgado            |                     | 7–5, 4–6, [13–11]     | 2–6, 5–7               | 6(3)–7, 6–4, [6–10]   | 1–2    | 3–5     | 31–36    | 3         |
| B2 | Thomas Enqvist Thomas Johansson      | 5–7, 6–4, [11–13]   |                       | 6–4, 6–3               | 7–6(4), 3–6, [11–13]  | 1–2    | 4–4     | 33–32    | 4         |
| B3 | Justin Gimelstob Ross Hutchins       | 6–2, 7–5            | 4–6, 3–6              |                        | 6–3, 7–5              | 2–1    | 4–2     | 33–27    | 1         |
| B4 | Fernando González Sébastien Grosjean | 7–6(3), 4–6, [10–6] | 6(4)–7, 6–3, [13–11]  | 3–6, 5–7               |                       | 2–1    | 4–4     | 33–35    | 2         |

La classifica viene stilata in base ai seguenti criteri: 1) Numero di vittorie; 2) Numero di partite giocate; 3) Scontri diretti (in caso di due giocatori pari merito); 4) Percentuale di set vinti o di game vinti (in caso di tre giocatori pari merito); 5) Decisione della commissione